# Jona Oberski
Jona Oberski (Amsterdam, 20 maart 1938) is een Nederlands kernfysicus en schrijver van Joodse afkomst. Hij is vooral beroemd om zijn autobiografische boek Kinderjaren waarin hij vertelt over zijn tijd als kind in een concentratiekamp.

## Levensloop
Zijn ouders zijn een paar jaar voor de Tweede Wereldoorlog van Duitsland naar Nederland gevlucht. Maar ook in Nederland brak de oorlog uit en er was geen andere weg meer mogelijk dan die van al die vele andere joodse gezinnen; via kamp Westerbork naar Bergen-Belsen. Jona overleefde de oorlog maar zijn beide ouders stierven, waarna hij in een pleeggezin werd geplaatst. Aan dit pleeggezin heeft hij zijn eerste boek, Kinderjaren, opgedragen:
Aan mijn pleegouders
die heel wat met me hadden
uit te staan.
Amsterdam, 19 november 1977, 19.00 uur.
Na de oorlog ging hij studeren en specialiseerde hij zich als kernfysicus. Oberski is getrouwd en heeft drie kinderen.

## Gepubliceerde werken
In de jaren 70 volgde Oberski een literaire workshop, waarna hij op het idee kwam om zijn eigen ervaringen uit de concentratiekampen op te schrijven. In 1978 verscheen het boek: Kinderjaren. Het bijzondere van het boek is dat de gebeurtenissen worden beschreven vanuit het perspectief van een kind.
In 1940, toen Oberski een kind van twee was, werd hij samen met zijn ouders uit Amsterdam gedeporteerd. Ze werden afgevoerd naar Westerbork en vervolgens naar Bergen-Belsen getransporteerd, waar ze in de barak naast die van Anne Frank verbleven. Op 23 maart 1942 zag Jona na twee jaar gevangenschap zijn 40-jarige vader Max voor zijn ogen sterven aan uitputting en honger. Jona was toen vier jaar oud. Op die dag wordt zijn moeder gek vanwege de dood van haar man. Na drie jaar gevangenschap worden moeder en zoon per trein naar het vernietigingskamp Auschwitz afgevoerd. Tot hun grote geluk werd de wagon met soldaten van de trein die 500 Joden vervoerde door een Russische bommenwerper getroffen. De trein ontspoorde en hierbij kwamen de gevangenen vrij en was de oorlog voor hen afgelopen. Zij kwamen in een klein bergdorpje, Tröbitz, terecht. De trein waar hij in zat wordt aangeduid met het verloren transport. In Tröbitz woonde Jona samen met zijn moeder en zijn tante Trude. Anna, zijn moeder, was inmiddels mentaal zo instabiel geworden dat ze werd opgenomen in een psychiatrisch ziekenhuis omdat ze niet meer wilde eten en drinken uit angst dat het voedsel vergiftigd was en dat iedereen haar dood wilde. Zij stierf op de leeftijd van 42 jaar. Vanuit Tröbitz worden Jona en Trude naar Amsterdam gebracht, waar zij worden opgevangen door de familie Daniel. Na een korte tijd wordt Trude gedwongen naar een ver land te gaan en blijft Jona alleen achter.
In het begin valt het leven Jona zwaar na het vertrek van Trude en bovenal na de dood van zijn moeder. Daarom wordt de zorg voor Jona toevertrouwd aan een oude vriend van zijn vader. In het begin gaat het niet goed met Jona die niet wil eten of drinken. Nadat hem een fiets is gegeven die hem doet denken aan de tijd die hij met zijn vader doorbracht, gaat het weer wat beter met hem. Op een dag in 1945 pakt Jona het normale leven weer op en gaat weer naar school.
Hij was een van de weinigen die de SS en de politiek van Hitler kon vergeven. Jona herhaalt vaak wat zijn moeder hem zei: "Vergeef je naaste ook als hij je haat. Kijk altijd omhoog naar de hemel."
Vertalingen van het boek Kinderjaren kwamen uit in Canada, Denemarken, Duitsland, Engeland, Finland, Griekenland, Hongarije, Indonesië, Israël, Italië, Japan, Kroatië, Noorwegen, Polen, Spanje, de Verenigde Staten en Zweden. 
Kinderjaren is verfilmd door de regisseur Roberto Faenza als Jona che visse nella balena, Jona die in de walvis woonde. De film is op DVD uitgebracht als "Look to the sky".
Verder schreef Jona Oberski nog twee andere boeken: De ongenode gast (1995) en De eigenaar van niemandsland (1997), en columns en artikelen voor verschillende tijdschriften. Andere door hem gepubliceerde werken hebben betrekking op zijn vakgebied, de fysica, zoals zijn proefschrift over elementaire deeltjes: "An alpha-deuteron correlation experiment on carbon with the multidetector BOL (proefschrift) (1971)".
in 2022 kwam het boek Strengel uit bij Ambo/Anthos Uitgevers; Kinderjaren verscheen bij Bzztôh. 